# 제니퍼 멧캐프
제니퍼 멧캐프(Jennifer Metcalfe, 1983년 9월 4일 ~ )는 잉글랜드의 배우이다. 연속극 《홀리오크》의 메르세데스 맥퀸 역으로 유명하다.

## TV 출연
- 에머데일
- 홀리오크 (드라마)